# 彭倫
彭 倫（ほう りん、生年不詳 - 1498年）は、明代の軍人。

## 生涯
はじめ湖広永定衛指揮使となり、功を重ねて都指揮同知に進んだ。
1465年（成化元年）、彭倫は趙輔に従って大藤峡の乱を鎮圧した。都指揮使に進み、貴州清浪諸処を守備し、茅坪・銅鼓の苗族の反乱軍を撃破した。反乱軍が乾渓を襲撃すると、彭倫はこれを討つことになった。彭倫は反乱軍の侵入時に経路となった邛水諸寨が迎撃しようとしなかったのをみて、侵入した反乱兵を捕らえた者には重い褒美を与え、放置した者は法で処断すると命令を下した。これにより諸官は苗族を捕らえては続々と幕下に送った。彭倫は部下と合流し、捕虜たちを高竿に吊るして、壮健な兵士を集めて射殺させた。さらにその遺体の四肢を切断させ、煮て壮士たちに食わせた。罪の軽い者は耳や鼻を切って、再犯を許さないことを通告して釈放した。諸寨に牌を立てさせて境界とすると、苗族たちは戦慄して侵犯しなくなった。
翌年、彭倫は清浪に駐屯したまま、右参将となった。石全州の宗教反乱が絞洞に潜入し、古州の苗族を扇動し、洪江・甘篆の苗族たちが呼応した。彭倫は兵を派遣して討捕し、攫われた妻子たちを奪回した。苗族たちが鎮遠を攻撃しようとすると、彭倫はこれを撃破した。ほどなく邛水十四寨の苗族が洪江の生苗を糾合して反乱を起こした。彭倫は五哨に分かれて進軍した。雨が激しく降り始めたため、彭倫は急進して反乱軍を挟み撃ちにし、その首領を捕らえ、反乱を鎮圧した。
靖州の苗族が反乱を起こすと、湖広総兵官の李震が彭倫に命じてこれを討たせた。彭倫の軍が邛水江に到達すると、もともと帰順していた苗族たちも驚いて、逃げ隠れしようとした。彭倫と僉事の李晃は苗族たちの逃走を許せば、必ずや反乱軍を幇助するだろうとみなして、急いでかれらを落ち着かせた。さらに道に沿って天堂・小坪の苗族たちを降した。彭倫は靖州に到達すると、右哨を率いて、反乱軍の背後に出て布陣した。反乱軍が逃走して高山に拠ると、彭倫の軍はこれを登って攻め立て、反乱軍は敗走した。彭倫は江を渡って、反乱軍の根拠地を突き、大勝した。勝利に乗じて白崖塘を攻めた。崖は高く険しかったが、彭倫は左哨と合流して進み、経路を見出した。夜間に登ると、反乱軍は恐慌を起こして潰走した。追撃して2000人あまりを斬り、反乱軍の寨にいた人々を皆殺しにした。
かつて臻剖・六洞の苗族が熟苗の耕作地を奪い、税賦を納めず、駅馬も供出せず、役人たちもこれを不問に付していた。彭倫は人を派遣して苗族を説得し、制度に従わせた。1476年（成化12年）、都督僉事に進んだ。1486年（成化22年）、清平都勻の苗族の反乱を討った。御史の鄧庠と員外郎の費瑄が貴州を調査し、総兵官の呉経らが弾劾されたが、ひとり彭倫は智謀老成の人物として推薦された。1488年（弘治元年）、呉経が罷免されると、彭倫が代わって総兵官として貴州に駐屯した。1491年（弘治4年）、老齢のため致仕した。1498年（弘治11年）6月、死去した。